# Armando Lombardo
Armando Lombardo (Messina, 28 gennaio 1933) è un attore, regista teatrale e scrittore italiano.

## Biografia
Dal 1977 al 1979 è stato direttore artistico e dei programmi di Radio Latina 1, ideando e conducendo programmi radiofonici tra cui "Il mat-teen", "Il gonfalone", "Alle cinque della sera", "La toppa" e "Piatto freddo".
Nel 1988 vince il 1º Premio "Farfalla d'Oro" al VI Concorso di Prosa e Poesia - Premio Città di Levico, due anni dopo nella stessa rassegna vince il 1º Premio assoluto.
Nel 1993 è nominato Cavaliere al merito della Repubblica Italiana.
Nel 1994 pubblica la raccolta di racconti dal titolo "L'uomo dei sigari e altri".
Nel 1996 fonda il Gruppo Teatrale "gli Ottimisti" mettendo in scena: "...e dopo cena cabaret", "Gli evasi", "Maledetta fortuna", "Il timido Cirillo", "Paghi uno, ridi per due", "L'orso", "La domanda di matrimonio", "Il profumo di mia moglie", "La cicala", "Il sale degli occhi", "Il secondo uomo", "In due sotto la doccia", "Correre i sogni", "Al confine dei ricordi", "Quale amore...?".
Nel 2000 viene incaricato dal Primario del Dipartimento di Salute Mentale di Massa, di coinvolgere i pazienti in attività teatrali. Costituita la Compagnia "Sognando" mette in scena, utilizzando come attori gli ospiti del Centro, le commedie "Dal voi... al tu", "Nonne squillo" e "Benportante sposerebbe affettuosa".
Sempre nel 2000 rappresenta in Venosa (PZ) la commedia "Dal voi... al tu" nell'ambito di un congresso scientifico di neuro-psichiatria.

## Teatro
- Il timido Cirillo
- La nuvola rosa
- Gli evasi
- Maledetta fortuna
- Se anche mio marito...
- Padre putativo
- Il sapore del tramonto
- Il sospetto
- L'ultima moneta
- Correre i sogni
- È soltanto un gioco
- In due sotto la doccia
- Al confine dei ricordi
- Quale amore...?
- Il sale degli occhi
- Il secondo uomo

## Radio
- Il mat-teen
- Alle cinque della sera
- La toppa
- Piatto freddo

## Pubblicazioni

### Racconti
- L'alieno
- Il baciamano
- Ciulì
- Il sale degli occhi
- Orazio e il medico
- Un grosso problema
- Quella bella ragazza
- La sciarpa
- ...ed il silenzio
- Il sapore del tramonto
- L'uomo dei sigari
- Viaggio di ritorno